# Mario Pino
Mario Pino Quivira (* 22. September 1952) ist ein chilenischer Geologe. Er ist Professor an der Universidad Austral de Chile in Valdivia und Dekan der naturwissenschaftlichen Fakultät. 1977 war er zusammen mit Tom Dillehay maßgeblich an der Ausgrabung der archäologischen Fundstätte Monte Verde beteiligt.
Pino studierte von 1970 bis 1976 zunächst Geologie in Valdivia. 1984 ging er an die Westfälische Wilhelms-Universität in Münster, wo er 1987 über Stratigraphie, Granulometrie und Schwermineralanalyse der miozänen silikoklastichen Ablagerung der Provinz Valdivia, Südchile zum Dr. rer. nat. promovierte.